# Лигери
Лигери (грч. Λυγερή) је насељено место у општини Кожани у периферији Западна Македонија, Грчка. Према попису из 2021. године био је 91 становник.
Према бугарском географу и историчару, Василу Канчову, у Лигеру је 1900. године живело 225 Турака. Године 1923. турско становништво је принудно исељено у Турску а на њихово место су насељене грчке избегличке породице, којих је на попису из 1928. било 249. Село се раније звало Деинли.